# Гаврилов, Пётр Павлович
Пётр Павлович Гаврилов (12 июня 1902, Москва — 6 мая 1949, Москва) — русский советский детский писатель, краснофлотец, флотский корреспондент, член Союза писателей СССР (1934), делегат на Первом съезде советских писателей от Крымской АССР.
Наиболее известен повестью «Егорка», с 1934 года переизданной «Детгизом» более десятка раз; по повести в 1984 году снят одноимённый фильм.

## Биография
Родился в 1902 году в Москве, учился в гимназии, затем в коммерческом училище. В 1918 году — в 16 лет вступил в Красную Армию, участник Гражданской войны.
В 1921 году по комсомольскому призыву пришёл на Балтийский флот матросом. В 1924 году служил старшим рулевым на крейсере «Воровский», совершим первый в советское время дальний переход из Архангельска до Владивостока, описал его в книге «По четырём океанам».
Окончив школу подводного плавания служил рулевым-подводником на Черноморском флоте. С 1926 года начал выступать в печати с рассказами о морской службе.
В 1933—1935 годах работал штатным корреспондентом флотской газеты «Красный Черноморец». В 1934 году стал членом Союза писателей СССР — с первого года его основания, делегат на Первом съезде советских писателей от Крымской АССР.
Участник Великой Отечественной войны с 1941 года, инструктор-литератор газеты «Красный Черноморец» при Политуправлении Черноморского флота, интендант 3 ранга. Участник обороны Крыма, вместе с газетой, которая «ушла в подполье» — базировалась в штольнях Килен-балки, только в июне 1942 года покинул Севастополь, затем был на Кавказе, и в 1943 году вернулся в Крым — участник штурма Новороссийска, освобождения Севастополя. Затем участвовал в освобождении Измаила, Констанцы, войну окончил на Дунае. На фронте в 1943 году вступил в ВКП(б).
Ещё в августе в августе 1942 года награждён Орденом Красной Звезды, ходатайство о награждении подписал дивизионный комиссар Арсений Расскин. Также награждён медалями «За оборону Севастополя», «За оборону Одессы», «За оборону Кавказа» и «За победу над Германией».
После войны был уволен с флота, болел, умер в 1949 году.

## Творчество
Почти все его произведения для детей и посвящены темам, связанным с морем, с морской службой. Исключение составляют повесть «Луганцы» (1939) и рассказ «На баррикаде» (1946), которые посвящены историко-революционной тематике, а также рассказы написанные на фронтах Великой Отечественной войны.
Наиболее известен повестью «Егорка» впервые изданной в 1934 году: про забавного медвежонка, который случайно попал на линкор — огромный боевой корабль советского военного флота — про его необыкновенные похождения: он побывал и в море, и под водой, и в воздухе. Два раза он тонул, раз чуть не свалился с самолёта… но всегда выбирался изо всех напастей благодаря советским морякам. Повесть многократно переиздавалась в 1930—1960-е годы, в 1930-е читалась по всесоюзному радио, переведена на иностранные языки, а в 1984 году была экранизирована.

Он много писал для детей. И, о чём бы он ни писал, он всегда вспоминал тесные корабельные отсеки, высокие мачты, боевые флаги, могучие залпы корабельных пушек, солёные волны безбрежных морей и надёжных товарищей — краснофлотцев, в дружной семье которых он вырос и прожил столько лет. Потому и книги, которые написал Пётр Гаврилов, почти все про море, про моряков, про славный советский Военно-Морской флот.
Рассказы севастопольского периода и боев за Кавказ («Личное отношение», «Рассказ карандашом», «Корабельная приборочка», «Жили два товарища», «Талисман», «Хлеб с солью» и другие) насыщены подлинной правдой о тяжелом воинском труде. В этих рассказах не все, быть может, удачно в построении сюжета и стиля, которые после смерти автора трудно устранить. Но в них живёт самое главное — отношение писателя-патриота к событиям, оценка этих событий устами своих героев.
— А. Некрасов